# Ernst Schenck (Politiker)
Ernst Philipp Engel Schenck (* 15. Juli 1782 in Darmstadt; † 15. September 1846 ebenda) war ein hessischer Beamter und Politiker und ehemaliger Abgeordneter der 2. Kammer der Landstände des Großherzogtums Hessen.

## Familie
Ernst Schenck war der Sohn des Präsidenten des Oberappellations- und Kassationsgerichts (Johann) August Schenck (1744–1806) und dessen Frau Johannette Margarethe Reinhardine geborene Schleiermacher (1747–1813). Sein Bruder Friedrich Schenck wurde ebenfalls Landtagsabgeordneter.
Ernst Schenck heiratete am 28. August 1806 in Gießen seine Frau Dorothea Wilhelmine Johannette geborene von Schmalkalder (* 6. Dezember 1780 in Gießen; † 2. April 1855 in Darmstadt), der Tochter des Großherzoglich Hessischen Hofrats und Rentamtmann in Gießen, Georg Christian Philipp von Schmalkalder und der Charlotte Ludowika Philippine Krebs.
Aus der Ehe gingen vier Kinder hervor:
- Charlotte Schenck (1808–1889)
- August Ernst Georg Karl Theodor Schenck (1810–1885), Postmeister in Langen
- Antoinette Friederike Freifrau von Mirbach (1814–1891), heiratete am 11. August 1842 in Darmstadt den Königlich Preußischen Regierungspräsident in Bonn, Magnus Freiherr von Mirbach (1806–1888)
- Karl Ludwig Georg Theodor Schenck (1818–1836)

## Ausbildung und Beruf
Ernst Schenck wurde 1813 Oberkriegsrat, 1821 Geheimer Oberkriegsrat, 1822 Mitglied des Oberkriegsgerichtes, 1826 Geheimer Rat und 1833 Mitglied der Staatsschuldentilgungskasse.

## Politik
1820 bis 1824 wurde Schenck für den Wahlbezirk Starkenburg 11/Umstadt und anschließend 1826 bis 1834 für den Wahlbezirk der Stadt Darmstadt in die Zweite Kammer der Landstände gewählt. 1826 bis 1833 stand er der Kammer als Präsident vor. 1835 bis 1846 war er erneut (diesmal für den Wahlbezirk Starkenburg 2/Groß-Gerau) Abgeordneter der zweiten Kammer. Dort vertrat er liberal-konservative Positionen. Nach seinem Tod wurde Christian Zöppritz als sein Nachfolger in einer Nachwahl in die Kammer gewählt.